# Pleurothallis alborosea
Pleurothallis alborosea là một loài thực vật có hoa trong họ Lan. Loài này được (Kraenzl.) Porto & Brade miêu tả khoa học đầu tiên năm 1935.